# İstanbul Başakşehir Futbol Kulübü
L'İstanbul Başakşehir Futbol Kulübü és un club de futbol turc del districte de Başakşehir d'Istanbul, Turquia. El club és més conegut com a İstanbul Başakşehir o, a per raons de patrocini, Medipol Başakşehir. El club va ser fundat el 2014, separant-se del İstanbul Büyükşehir Belediyespor. Com "İstanbul Büyükşehir Belediyespor" va arribar al "Süper Lig", màxim nivell del futbol turc la temporada 2007-08. Juga els seus partits a l'Estadi Fatih Terim d'Istanbul que és propietat del Ministeri de Joventut i Esports de Turquia.
El club és un dels cinc equips de la Süper Lig establerts a la ciutat d'Istanbul, juntament amb el Fenerbahçe, Galatasaray, Beşiktaş i Kasımpaşa.

## Història
El club és propietat de l'ajuntament d'Istanbul. Va ser fundat l'any 1990 com a resultat de la fusió de tots els clubs menors de la ciutat en un únic club. Jugà a segona divisió des del 1996, i juga a primera a partir del 2007-2008. El seu primer nom fou ISKI SK (1990), adoptant posteriorment İstanbul Büyükşehir Belediyesi Spor Kulübü (1991). El 2014 es convertí en İstanbul Başakşehir FK. El 2015, per patrocini, adopta el nom Medipol Başakşehir Futbol Kulübü. La temporada 2017-18 va ser el tercer equip del Süper Lig i la temporada 2017-18 el segon després del campió Galatasaray.
La temporada 2019-20 va aconseguir guanyar lliga per primer cop.

## Palmarès
- Lliga turca de futbol: 2019–20
- Segona Divisió turca de futbol: 2013–14
- Lliga turca 3a divisió: 1992–93, 1996–97

## Trajectòria esportiva
- Lliga turca de futbol 2007-
- Lliga turca 2a divisió 1993-1995, 1996-2007
- Lliga turca 3a divisió 1991-1993, 1995-1996